# Petro Djatschenko

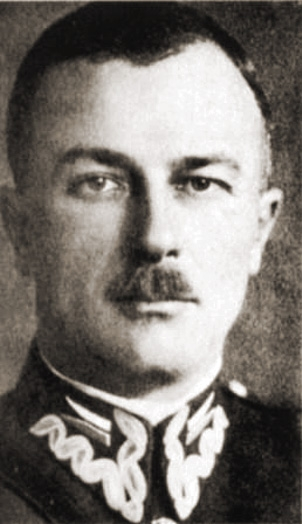
Petro Djatschenko vor 1939

Grab von Petro Djatschenko

Petro Hawrylowytsch Djatschenko (ukrainisch Петро Гаврилович Дяченко; * 18. Januarjul. / 30. Januar 1895greg. in Beresowa Luka, Gouvernement Poltawa, Russisches Kaiserreich; † 23. April 1965 in Philadelphia, Vereinigte Staaten) war ein ukrainischer und polnischer Militärführer.

## Leben
Petro Djatschenko war Leutnant der kaiserlich-russischen Armee. 1917 trat er in die Ukrainische Volksarmee der Ukrainischen Volksrepublik (UNR) ein und war ab 1920 Oberst des Regiments der Schwarzen Kosaken (auch Schwarze Saporoger oder Tschornoschlytschnyky). Nachdem die Generäle Omeljanowytsch-Pawlenko und Rydz-Smigly am 20. Mai eine Überprüfung der Regimenter der Saporischschja-Division durchgeführt hatten, wurde Djatschenko am 23. Mai 1920 wegen seiner militärischen Verdienste zum Oberst der polnischen Armee ernannt. 1928 wurde er Divisionsgeneral der polnischen Armee, 1929 Generalleutnant und 1931 Generaloberst der UNR.
Im März 1943 wurde er von den Deutschen bei Kiew gefangen genommen und zwei Wochen später wieder freigelassen. Djatschenko wurde Chef des Sonderstabes "R"-Abwehr in den zentralen und nordöstlichen Regionen der Ukrainischen SSR. Anfang Januar 1945 wurde er Kommandeur des 3. Infanterieregiments der ukrainischen Befreiungstruppen in der Wehrmacht. Am 7. März 1945 wurde Djatschenko als Oberst zum Kommandeur der neu geschaffenen 2. Ukrainischen Division der Ukrainischen Nationalarmee (UNA) ernannt. Im April 1945 operierte die Freie Ukraine-Brigade der 2. Division der UNA im Verband des deutschen Panzerkorps Hermann Göring bei der Heeresgruppe Mitte. Am 5. Mai 1945 wurde seine Brigade im Sudetenland von den sowjetischen Truppen zersprengt, am 9. Mai ergab er sich mit den ausgebrochenen Resten seiner Truppen den Amerikanern.
Nach dem Zweiten Weltkrieg lebte er zunächst in München und wanderte von da in die Vereinigten Staaten aus. Er starb in Philadelphia und wurde auf dem ukrainisch-orthodoxen St.-Andrew-Friedhof in South Bound Brook, New Jersey beerdigt.